# ...E adesso andiamo a incominciare
...E adesso andiamo a incominciare è il decimo album di Gabriella Ferri, il nono pubblicato dalla RCA.

## Descrizione
L'album prende il titolo dall'omonimo spettacolo televisivo in cinque puntate, diretto da Luigi Perelli, scritto dal regista in coppia con Roberto Lerici e condotto da Gigi Pistilli, andato in onda sulla seconda rete Rai dal 20 novembre al 12 dicembre del 1977.
La particolarità di quest'album è che è stato registrato insieme al gruppo dei Pandemonium, che suonano e cantano nei cori; in questo periodo fa parte del gruppo anche Amedeo Minghi. Prodotto e arrangiato da Piero Pintucci, fu registrato negli studi della RCA sulla via Tiburtina; il tecnico del suono dell'album è Ubaldo Consoli.
Il disco uscì come doppio LP, mentre in seguito fu ristampato come album singolo, contenente solamente una parte dei brani inclusi in origine, e con una diversa scaletta. La ristampa su cd è datata 2004; la copertina del compact riporta lo stesso errore di quella del vinile, dove il titolo della canzone brasiliana Oração de mãe menininha fu trascritto come Oracao da mae meniniha.
La copertina è di Isio Saba.

## Tracce
1. Give peace a chance (inizio) (testo e musica di John Lennon e Paul McCartney; edizioni musicali Northern Songs)
2. Oração de Mãe Meniniha (testo e musica di Dorival Caymmi; edizioni musicali Alfieri/Esedra)
3. Lunedì (testo e musica di Gianni Mauro; edizioni musicali RCA)
4. Il terzo uomo (musica di Anton Karas; edizioni musicali Chappell)
5. Seminario
6. L'ho sentito stanotte suspirare
7. Ma che ne so (testo di Roberto Lerici; musica di Piero Pintucci; edizioni musicali RCA) -
8. Cristo al mandrione
9. ...E adesso andiamo a cominciare (testo di Roberto Lerici; musica di Piero Pintucci; edizioni musicali RCA)
10. Vedrai vedrai
11. Ave Maria (musica di Franz Schubert; rielaborazione di Gabriella Ferri; edizioni musicali RCA Musica)
12. Africa
13. Lasciami sola (Leave me alone) (testo italiano di Gabriella Ferri; testo originale e musica di Linda Laurie; edizioni musicali Alfieri/Esedra)
14. Give peace a chance (finale) (testo e musica di John Lennon e Paul McCartney; edizioni musicali Northern Songs)

## Formazione
- Gabriella Ferri – voce
- Piero Pintucci – pianoforte
- Roberto Formentini – sintetizzatore
- Adriano Giordanella – percussioni
- Pandemonium:

Sergio Lonsani – batteria
Mariano Perrella – basso, voce
Sergio Foresio – tastiere, voce
Jimmy Tamborrelli – chitarra classica ed elettrica
Angelo Giordano – sax, flauto, clarinetto, voce
Amedeo Minghi – voce
Giorgio Bettinelli – voce
Michele Paulicelli – voce
Monica Bergamaschi – voce
Elga Paoli – voce
Gianni Mauro – voce
Angela Campanelli – voce
Gianna Carlotti – voce
Carmen D'Amelio – voce
Anna Pirastu – voce